# Orchestra Filarmonica di Auckland
L'Orchestra Filarmonica di Auckland (OFA) è un'orchestra sinfonica con sede a Auckland, Nuova Zelanda. La sua principale sede di concerti è l'Auckland Town Hall. L'OFA è l'orchestra che accompagna le esibizioni della NBR Opera della Nuova Zelanda e il Balletto Reale della Nuova Zelanda a Auckland. I patroni dell'OFA sono Dame Catherine Tizard, Dame Kiri Te Kanawa, Sir James Wallace, Dame Rosanne Meo e la Vice Patrona Dame Jenny Gibbs.

## Storia
Nel 1980, 19 musicisti della fallita  Symphonia di Auckland fondarono una nuova orchestra cooperativa con la ragione giuridica della "Auckland Philharmonia Society Inc." Questo fu reso possibile da un uomo d'affari locale, Olly Newland, che, ad un certo rischio finanziario per se stesso, prese le attività che erano rimaste della Symphonia e organizzò diverse manifestazioni pubbliche per raccogliere un sostegno finanziario. Continuò a far parte del Consiglio di Amministrazione per alcuni anni anche in seguito. Dal 1980 al 2005, la Società Auckland Philharmonia si concentrò sulla direzione artistica dell'orchestra e delegò la responsabilità finanziaria ad un Comitato di Consulenti e Amministratori. Nel 2005 un cambiamento strutturale nell'organizzazione produsse due soggetti principali, la Società Filarmonia di Auckland e la Fondazione Filarmonia di Auckland. La società si concentra sulle funzioni artistiche e operative, mentre la Fondazione si concentra sulla gestione del fondo capitale fisso dell'OFA.
John Hopkins è stato direttore principale della OFA per 8 anni. Altri direttori che hanno lavorato come consulenti artistici alla OFA sono Edvard Tchivzhel, Vladimir Verbitsky ed Enrique Diemecke. Miguel Harth-Bedoya è stato direttore musicale del OFA dal 1998 al 2005. Dal 2009 fino al 2015, direttore musicale dell'orchestra era Eckehard Stier. Nel febbraio 2015 l'OFA ha annunciato la nomina di Giordano Bellincampi come suo prossimo direttore musicale, con effetto dal 2016, con un contratto iniziale di 3 anni. Fra gli altri direttori affiliati all'OFA c'è Roy Goodman, direttore principale ospite 2009-2011.
L'OFA mantiene diversi sodalizi artistici con enti come l'Auckland Festival, il concorso internazionale di violino Michael Hill e la compagnia di danza Atamira. Il suo lavoro educativo comprende una collaborazione con il Ministero della Cultura e del Patrimonio nel programma Sistema Aotearoa (sulla base del programma El Sistema del Venezuela).

## Direttori musicali
- Miguel Harth-Bedoya (1998-2003)
- Eckehard Stier (2009-2015)
- Giordano Bellincampi (2016-)

## Compositori residenti
- 1990 Ivan Zagni
- 1991 Eve de Castro-Robinson
- 1992 Andrew Perkins
- 1993 Martin Lodge
- 1994 Helen Bowater
- 1995 Nigel Keay
- 1996 Jaz Coleman
- 1997 Leonie Holmes
- 1998 Jonathan Besser
- 1999 David Hamilton
- 2000 Gillian Whitehead
- 2002 John Rimmer
- 2004 Dylan Lardelli & Anthony Young
- 2005 Ross Harris
- 2007 Gareth Farr & Karlo Margetic (Young Composer in Residence)
- 2009 Chris Adams
- 2010 John Psathas
- 2012 Jack Body
- 2014 Kenneth Young
- 2016 Karlo Margetić